# توماس ميخائيل أوليري
توماس ميخائيل أوليري (بالإنجليزية: Thomas Michael O'Leary)‏ هو قسيس أمريكي، ولد في 16 أغسطس 1875، وتوفي في 10 أكتوبر 1949.